# Courcelles-lès-Gisors
Courcelles-lès-Gisors és un municipi francès, situat al departament de l'Oise i a la regió dels Alts de França. L'any 2007 tenia 848 habitants.

## Demografia

### Població
El 2007 la població de fet de Courcelles-lès-Gisors era de 848 persones. Hi havia 315 famílies de les quals 58 eren unipersonals (29 homes vivint sols i 29 dones vivint soles), 106 parelles sense fills, 131 parelles amb fills i 20 famílies monoparentals amb fills.
La població ha evolucionat segons el següent gràfic:
Habitants censats

### Habitatges
El 2007 hi havia 351 habitatges, 313 eren l'habitatge principal de la família, 18 eren segones residències i 19 estaven desocupats. 335 eren cases i 15 eren apartaments. Dels 313 habitatges principals, 279 estaven ocupats pels seus propietaris, 28 estaven llogats i ocupats pels llogaters i 6 estaven cedits a títol gratuït; 1 tenia una cambra, 12 en tenien dues, 37 en tenien tres, 79 en tenien quatre i 184 en tenien cinc o més. 256 habitatges disposaven pel capbaix d'una plaça de pàrquing. A 126 habitatges hi havia un automòbil i a 171 n'hi havia dos o més.

### Piràmide de població
La piràmide de població per edats i sexe el 2009 era:
| Homes | Edats   | Dones |
| ----- | ------- | ----- |
| 0     | 95 o +  | 0     |
| 0     | 90 a 94 | 4     |
| 0     | 85 a 89 | 0     |
| 4     | 80 a 84 | 0     |
| 12    | 75 a 79 | 16    |
| 8     | 70 a 74 | 12    |
| 16    | 65 a 69 | 8     |
| 28    | 60 a 64 | 20    |
| 12    | 55 a 59 | 16    |
| 44    | 50 a 54 | 40    |
| 40    | 45 a 49 | 28    |
| 44    | 40 a 44 | 44    |
| 24    | 35 a 39 | 20    |
| 36    | 30 a 34 | 28    |
| 28    | 25 a 29 | 20    |
| 28    | 20 a 24 | 16    |
| 29    | 15 a 19 | 32    |
| 24    | 10 a 14 | 32    |
| 28    | 5 a 9   | 24    |
| 16    | 0 a 4   | 36    |

## Economia
El 2007 la població en edat de treballar era de 569 persones, 427 eren actives i 142 eren inactives. De les 427 persones actives 389 estaven ocupades (209 homes i 180 dones) i 38 estaven aturades (17 homes i 21 dones). De les 142 persones inactives 47 estaven jubilades, 44 estaven estudiant i 51 estaven classificades com a «altres inactius».

### Ingressos
El 2009 a Courcelles-lès-Gisors hi havia 321 unitats fiscals que integraven 871,5 persones, la mediana anual d'ingressos fiscals per persona era de 21.413 €.

### Activitats econòmiques
Dels 34 establiments que hi havia el 2007, 1 era d'una empresa extractiva, 4 d'empreses de fabricació d'altres productes industrials, 7 d'empreses de construcció, 8 d'empreses de comerç i reparació d'automòbils, 1 d'una empresa de transport, 3 d'empreses d'hostatgeria i restauració, 3 d'empreses de serveis, 4 d'entitats de l'administració pública i 3 d'empreses classificades com a «altres activitats de serveis».
Dels 4 establiments de servei als particulars que hi havia el 2009, 1 era un paleta, 1 fusteria, 1 lampisteria i 1 restaurant.
Dels 2 establiments comercials que hi havia el 2009, 1 era una botiga de roba i 1 una botiga de mobles.
L'any 2000 a Courcelles-lès-Gisors hi havia 4 explotacions agrícoles.

## Equipaments sanitaris i escolars
El 2009 hi havia una escola elemental.

## Poblacions més properes
El següent diagrama mostra les poblacions més properes.